# O Papiro de César
O Papiro de César (francês Le papyrus de César) é o trigésimo-sexto álbum da série de banda desenhada franco-belga Astérix, sendo o segundo escrito por Jean-Yves Ferri e ilustrado por Didier Conrad, publicado em 22 de outubro de 2015.

## Argumento
Nesta história, Júlio César acaba de escrever a história das suas campanhas na Gália. O seu editor, Bónus Vendetudus, antevê um sucesso retumbante. Mas há um senão: o capítulo sobre as derrotas de César face aos irredutíveis Gauleses da Armórica… A conselho de Vendetudus, o capítulo é suprimido de forma a que todos pensem que César conquistou toda a Gália. Mas o Gaulês Gerapolémix, boateiro referenciado pela guarda imperial Romana, faz chegar aquele candente capítulo à aldeia de Astérix. Conseguirão os Gauleses fazer com que a verdade seja revelada?